# Lotus 39
La Lotus 39 era una vettura monoposto da competizione realizzata dalla Lotus.
In origine la Lotus 39 doveva essere utilizzata in Formula 1 e doveva essere potenziata dal motore Coventry Climax da 1,5 L a 16 cilindri. Questo motore però non si materializzò e quindi il telaio della 39 venne modificato da Maurice Philippe in modo da poter utilizzare il Coventry Climax FPF da 2.495 cm³ di cilindrata e dalla potenza di circa 230 hp (172 kW). A partire dal 1966 Maurice fece correre la Lotus 39 nella Tasman Series le cui gare si svolgevano sia in Australia sia in Nuova Zelanda. Con Jim Clark alla guida la vettura conquistò una vittoria, cinque secondi posti e un terzo posto, piazzandosi al secondo posto nel campionato alle spalle del vincitore Jackie Stewart.
La 39 venne poi acquistata da Leo Geoghegan che la utilizzò tra il 1966 e il 1970 in gare che si tennero sempre in Australia e in Nuova Zelanda. Nel 1967 venne nuovamente modificata e il motore Climax venne sostituito con un motore V8 Repco. In questa nuova configurazione la vettura vinse il Gran Premio del Giappone del 1969.
La vettura fu nuovamente venduta e il nuovo proprietario, Brian Power, cambiò il motore montando un Ford da 1,5 L. La Lotus 39 venne poi recuperata e restaurata  da John Dawson-Damer che la riportò alle condizioni originali con il motore Climax. In seguito è stata messa in vendita insieme all'intera collezione di auto Lotus di Dawson-Damer.